# Seriolella caerulea
Seriolella caerulea е вид бодлоперка от семейство Centrolophidae. Видът не е застрашен от изчезване.

## Разпространение и местообитание
Разпространен е в Австралия, Аржентина, Нова Зеландия, Нова Каледония и Чили (Хуан Фернандес).
Обитава океани и морета. Среща се на дълбочина от 1 до 800 m, при температура на водата от 3,9 до 13,2 °C и соленост 34,3 – 35,1 ‰.

## Описание
На дължина достигат до 65 cm, а теглото им е максимум 6000 g.
Продължителността им на живот е около 12 години.